# Jedlińsk (gemeente)
De gemeente Jedlińsk is een landgemeente in het Poolse woiwodschap Mazovië, in powiat Radomski.
De zetel van de gemeente is in Jedlińsk.
Op 30 juni 2004 telde de gemeente 13 267 inwoners.

## Plaatsen
Bierwce, Bierwiecka Wola, Boża Wola, Czarny Ług, Górna Wola, Gutów, Janki, Jankowice, Jedlanka, Jedlińsk, Jeziorno, Kamińsk, Klwatka Szlachecka, Klwaty, Kruszyna, Lisów, Ludwików, Mokrosęk, Norty, Nowa Wola, Nowe Zawady, Piaseczno, Piastów, Płasków, Romanów, Stare Zawady, Urbanów, Wielogóra, Wierzchowiny, Wsola, Wola Gutowska.

## Oppervlakte gegevens
In 2002 bedroeg de totale oppervlakte van gemeente Jedlińsk 138,72 km², waarvan:
- agrarisch gebied: 79%
- bossen: 12%

De gemeente beslaat 9,07% van de totale oppervlakte van de powiat.

## Demografie
Stand op 30 juni 2004:
| Omschrijving                   | Totaal | Totaal | Vrouwen | Vrouwen | Mannen | Mannen |
| ------------------------------ | ------ | ------ | ------- | ------- | ------ | ------ |
| eenheid                        | aantal | %      | aantal  | %       | aantal | %      |
| inwoners                       | 13 267 | 100    | 6633    | 50      | 6634   | 50     |
| bevolkingsdichtheid (inw./km²) | 95,6   | 95,6   | 47,8    | 47,8    | 47,8   | 47,8   |

In 2002 bedroeg het gemiddelde inkomen per inwoner 1291,32 zł.